# دلانو، ویچیتا، کانزاس
دلانو (به انگلیسی: Delano) یک منطقهٔ مسکونی در ایالات متحده آمریکا است که در ویچیتا، کانزاس واقع شده‌است. دلانو ۵٬۴۷۹ نفر جمعیت دارد و ۳۹۵٫۹۴ متر بالاتر از سطح دریا واقع شده‌است.